# Barberá Rookies 2020
Questa voce raccoglie le informazioni riguardanti i Barberá Rookies nelle competizioni ufficiali della stagione 2020.

## Maschile

### XXXII LCFA Senior

#### Stagione regolare
| 2 novembre 2019, ore 16:00 | Barberá Rookies | 19 – 13 | Terrassa Reds |  |

| 17 novembre 2019, ore 17:00 | Argentona Bocs | 12 – 19 | Barberá Rookies |  |

| 14 dicembre 2019, ore 15:00 | Barberá Rookies | 27 – 6 | Barcelona Pagesos |  |

| 11 gennaio 2020, ore 16:00 | Barberá Rookies | 28 – 12 | Mollet Panthers |  |

| 25 gennaio 2020, ore 16:00 | Barberá Rookies | 33 – 0 | Reus Imperials |  |

| 9 febbraio 2020, ore 16:00 | Vilafranca Eagles | 0 – 43 | Barberá Rookies |  |

| 22 febbraio 2020, ore 15:30 | Barberá Rookies | 41 – 0 | Barcelona Búfals |  |

| 8 marzo 2020, ore 17:00 | Ducs Football | 10 – 19 | Barberá Rookies |  |

| 21 marzo 2020, ore 16:00 | Riudoms Rebels | – | Barberá Rookies |  |

| 5 aprile 2020, ore 19:00 | Barcelona Uroloki | – | Barberá Rookies |  |

### Statistiche di squadra
| Competizione      | %Vittorie | In casa | In casa | In casa | In casa | In casa | In casa | In trasferta | In trasferta | In trasferta | In trasferta | In trasferta | In trasferta | Totale | Totale | Totale | Totale | Totale | Totale |
| Competizione      | %Vittorie | G       | V       | N       | P       | Pf      | Ps      | G            | V            | N            | P            | Pf           | Ps           | G      | V      | N      | P      | Pf     | Ps     |
| ----------------- | --------- | ------- | ------- | ------- | ------- | ------- | ------- | ------------ | ------------ | ------------ | ------------ | ------------ | ------------ | ------ | ------ | ------ | ------ | ------ | ------ |
| Stagione regolare | 1.000     | 5       | 5       | 0       | 0       | 148     | 31      | 3            | 3            | 0            | 0            | 81           | 22           | 8      | 8      | 0      | 0      | 229    | 53     |
| Totale            | 1.000     | 5       | 5       | 0       | 0       | 148     | 31      | 3            | 3            | 0            | 0            | 81           | 22           | 8      | 8      | 0      | 0      | 229    | 53     |

## Femminile

### LNFA Femenina 9×9 2020

#### Stagione regolare
| 15 febbraio 2020, ore 16:00 | Barberá Rookies | 42 – 8 referto | Barcelona Búfals |  |

| 1º marzo 2020, ore 16:45 | Barcelona Búfals | 14 – 30 referto | Barberá Rookies |  |

### Challenge Féminin 2020

#### Stagione regolare
| Montrabé 22 dicembre 2019, ore 11:00 | Lions de Bordeaux | 0 – 16 | Barberá Rookies | Stade Bastie |

| Montrabé 22 dicembre 2019, ore 13:00 | Barberá Rookies | 14 – 0 | Mariners-Comètes-Black Lions | Stade Bastie |

### Statistiche di squadra
| Competizione      | %Vittorie | In casa | In casa | In casa | In casa | In casa | In casa | In trasferta | In trasferta | In trasferta | In trasferta | In trasferta | In trasferta | Totale | Totale | Totale | Totale | Totale | Totale |
| Competizione      | %Vittorie | G       | V       | N       | P       | Pf      | Ps      | G            | V            | N            | P            | Pf           | Ps           | G      | V      | N      | P      | Pf     | Ps     |
| ----------------- | --------- | ------- | ------- | ------- | ------- | ------- | ------- | ------------ | ------------ | ------------ | ------------ | ------------ | ------------ | ------ | ------ | ------ | ------ | ------ | ------ |
| Stagione regolare | 1.000     | 1       | 1       | 0       | 0       | 42      | 8       | 1            | 1            | 0            | 0            | 30           | 14           | 1      | 1      | 0      | 0      | 72     | 22     |
| Stagione regolare | 1.000     | 1       | 1       | 0       | 0       | 14      | 0       | 1            | 1            | 0            | 0            | 16           | 0            | 1      | 1      | 0      | 0      | 30     | 0      |
| Totale            | 1.000     | 2       | 2       | 0       | 0       | 56      | 8       | 2            | 2            | 0            | 0            | 46           | 14           | 4      | 4      | 0      | 0      | 102    | 22     |